# Purple Night
Purple Night ist ein Jazzalbum von Sun Ra. Die im November 1989 in den BMG Studios (New York City) entstandenen Aufnahmen erschienen 1990 auf A&M Records.

## Hintergrund
Ende der 1980er-Jahre erhielt Sun Ra mit seinem Arkestra Gelegenheit, zwei Alben für das Label A&M Records einzuspielen, Blue Delight und Purple Night. Bei den Aufnahmesessions entstand weiteres Material, aus dem das bei Rounder Records erschienene Album Somewhere Else besteht.

## Titelliste
- Sun Ra: Purple Night (A&M Records 75021 532)[2]

1. Journey Towards Stars 3:44
2. Friendly Galaxy 7:43
3. Love in Outer Space 7:12
4. Stars Fell on Alabama (Frank Perkins, Mitchell Parish) 10:27
5. Of Invisible Them 19:08
6. Neverness 13:16
7. Purple Night Blues 4:02

Wenn nicht anders vermerkt, stammen die Kompositionen von Sun Ra.

## Rezeption
Scott Yanow verlieh dem Album in Allmusic dreieinhalb Sterne und schrieb, im besten Fall verwende das Orchester von Sun Ra auf diesem Album ein einfaches, sich wiederholendes Riff als Grundlage für langwierige Darbietungen, die die Dynamik variieren und allmählich an Intensität zunähmen. Jedoch fasele das Ensemble im 19-minütigen „Of Invisible Theme“ ziellos weiter, fast so, als würde es eine Soundeffekt-Platte schaffen. Unglücklicherweise seien ihre Versionen von „Love in Outer Space“ und „Stars Fell on Alabama“ ziemlich albern. Ein weiterer Minuspunkt sei der plötzliche Stimmungswechsel während eines ansonsten lyrischen Piano-Bass-Duetts auf „Journey Towards the Stars“, verursacht durch einen überraschenden Auftritt von Marshall Allens verstimmtem Alt. Don Cherry (immer gedämpft spielend), James Spaulding, John Gilmore Julian Priester würden etwas Raum für Soli erhalten, aber am beeindruckendsten sei John Ores geschäftiges und vielseitiges Bassspiel und Sun Ras häufig Monk-haftes Piano. Allerdings würden die Minuspunkte bei dieser Scheibe locker die guten Momente überwiegen.